# 330 Adalberta
330 Adalberta là một tiểu hành tinh nhỏ ở vành đai chính. Nó được Max Wolf phát hiện ngày 2.2.910 ở Heidelberg, và dường như được đặt theo tên Adalbert Merx, cha vợ của ông.